# Воскоїд великий
Воскоїд великий (Indicator indicator) — вид дятлоподібних птахів родини воскоїдових (Indicatoridae).

## Поширення
Птах поширений в Субсахарській Африці. Трапляється в різноманітних біотопах, уникає спекотних пустель та густих лісів.

## Опис
Тіло завдовжки 19-20 см, вагою 34-62 г. Верхня частина тіла самця темно-сіро-коричневого забарвлення, а нижня — біла, горло чорне. Крила вкриті білуватим штрихуванням, на плечі є жовта пляма. Дзьоб рожевий. Самиці забарвленні в тьмяніші кольори, у них відсутнє чорне горло, а дзьоб чорнуватий.

## Спосіб життя
Живиться бджолиним воском, яйцями і личинками бджіл, різними комахами, в тому числі мухами, жуками і їх яйцями. Представники виду практикують гніздовий паразитизм. Відкладають білі яйця порціями по 3-7 штук, всього 10-20 яєць на рік. Кожне яйце самиця відкладає в гніздо птаха іншого виду, причому зазвичай розбиває при цьому її власні яйця.